# Narathura myrtha
Narathura myrtha är en fjärilsart som beskrevs av Otto Staudinger 1889. Narathura myrtha ingår i släktet Narathura och familjen juvelvingar. Inga underarter finns listade i Catalogue of Life.